# 丘拉霍馬 (密西西比州)
丘拉霍馬（英語：Chulahoma）是位於美國密西西比州馬歇爾縣的非建制地區。

## 歷史
丘拉霍馬的郵局於1838年設立，其後於1911年停運。當地於1900年時有人口37人。

## 地理
丘拉霍馬所處的海拔為高於海平面146米（即479英呎），而該地所採用的時區為UTC-6，即北美中部時區（CST）。同時該地設有夏令時間，為UTC-6調快一小時，即UTC-5（CDT）。